# بيلاطس البنطي

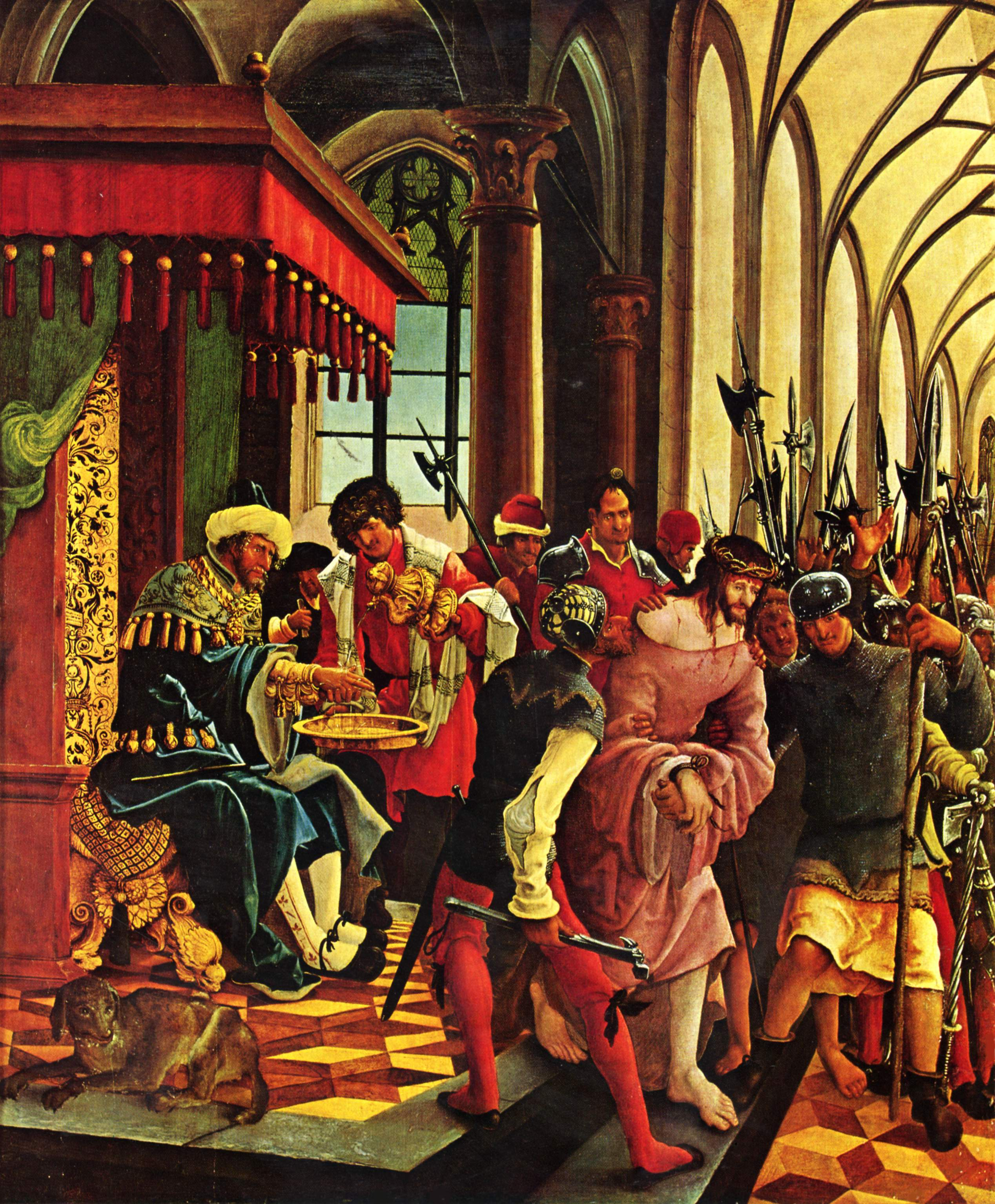
بيلاطس غسل يديه بعدما قاضى المسيح

بيلاطس البنطي أو بيلاطس البنطسي (باللاتينية: Pontius Pilatus)، ولد في 10 قبل الميلاد. كان الحاكم الروماني لمقاطعة «يهودا» -التي تعرف كذا باسم أيوديا - بين عامي 26 إلى 36.
وحسب ماهو مكتوب في الأناجيل الأربعة المعتمدة من قبل الكنيسة، فإنه قد تولى محاكمة المسيح، وأصدر الحكم بصلبه.
كان بيلاطس البنطي واليا على ولاية أيوديا في عهد طيباريوس قيصر الأمبراطور الروماني، وكان بيلاطس شخصية ذات مكانة، حيث كان في الحرس الملكي الخاص بالقيصر، وقد اختير ليكون والياً على اليهودية سنة 26 م. وقد أمضى في منصبه هذا حوالي عشرة أعوام، وخلال هذه الفترة تمت محاكمة المسيح تلبية لرغبة اليهود. وقد اتسم عهد بيلاطس البنطي بالكثير من الثورات اليهودية، وقد تلطخت يداه بالكثير من الدماء. لم يحبه اليهود أبدًا، وقد أصدر الحكم بصلب المسيح ليس عن قناعة بذنبه، بل - كما تخبرنا الأناجيل - خوفًا من اليهود الذين هددوا برفع الأمر إلى الإمبراطور، واتهام بيلاطس بالخيانة بسبب تبرئته المسيح الذي صرّح بأنه ملك، وهي تهمة سياسية خطيرة تحت حكم الرومان.

## الوضع السياسي في مقاطعة يهودا
- في القرن الثالث قبل الميلاد احتل الاسكندر الأكبر الشام بما فيها مقاطعة يهودا، وبعد وفاته تولى السلوقيون (وهي سلالة يونانية حكمت الشام خلفا للاسكندر الأكبر في حين تولى البطالمة حكم مصر) أراضي اليهودية والجليل والسامرة، الا انه بمجيء أنطيوخوس الرابع (ابيفانس = أي المختل كما دعاه اليهود) إلى الحكم حدثت فتنة عظيمة في اليهودية بسبب إقامته مذبح للإله زيوس في هيكل أورشليم مما أهاج اليهود وكهنتهم وقامت ثورة عظيمة مناهضة للسلوقيون بتأييد من روما وسميت بثورة المكابيين واستمرت نحو مائة عام استطاع خلالها اليهود حكم انفسهم بسلالات منهم واعادة بناء الهيكل ونوال حريتهم الدينية.
- الا انه مع تنامي أطماع روما في الشام، هَزم الرومان بقيادة القائد الروماني بومبي السلوقيون واخمدوا ثورة المكابيين وأصبحت اليهودية ولاية رومانية، وبالرغم من ذلك لم تعين روما حاكما رومانيا عليها بل أوكلت بالمهمة إلى انتباتر الإدومي أحد الوزراء في عهد ثورة مكابي والذي كان مقربا لأغسطس قيصر، وبعد وفاته تابعت سلالته (التي عرفت بالهيرودسية) الحكم، ولما توفي هيرودس الأول (ابن انتباتر) قسمت المملكة إلى ولايتين الأولى هي الجليل وحكمها هيرودوس أنتيباس (الذي قتل يوحنا المعمدان), والثانية هي اليهودية والسامرة وتولى حكمها أرشيلاوس.
- في سنة 6 ميلادية نفي أرشيلاوس إلى غاليا ووضعت اليهودية والسامرة تحت الوصاية الرومانية (أي تحت حكم ولاة رومانيون) وكان بيلاطس البنطي هو خامس هؤلاء الولاة الرومانيون على اليهودية وتلاه كومانوس وفيلكس وفلوروس حتى سنة 69م وسقوط اورشليم 70م، وفي نفس الوقت الذي حكم فيه بيلاطس اليهودية كان هيرودس اغريباس هو حاكم الجليل والذي خلف هيرودس انتيباس على نفس الكرسي.

## سيرته

### محاكمة وصلب المسيح
في عيد الفصح على الأرجح عام 30 أو 33 م، أدان بيلاطس يسوع الناصري وحكم عليه بالموت صلبا في أورشليم. المصادر الرئيسية للصلب هي الأناجيل المسيحية الكنسية الأربعة، والتي تختلف رواياتها. تجادل هيلين بوند أن:
تم تشكيل تصور الإنجيليين لبيلاطس إلى حد كبير وفقا لاهتماماتهم اللاهوتية والدفاعية الخاصة. [...] كما تم إدخال إضافات أسطورية أو لاهوتية إلى السرد [...] لكن على الرغم من الاختلافات الشاسعة، هناك اتفاق معين بين الإنجيليين بشأن الحقائق الأساسية، وهو اتفاق قد يتجاوز التبعية الأدبية ويعكس الأحداث التاريخية الفعلية.
 يشهد المؤرخ الروماني تاسيتوس بدور بيلاطس في الحكم على يسوع بالموت خلال شرحه لاضطهاد نيرون للمسيحيين: «حكم على كريستوس، مؤسس الاسم، بعقوبة الإعدام في عهد تيبيريوس، بأمر من الوكيل بيلاطس البنطي، وتم التحقق من الخرافات الخبيثة للحظة...»(تاسيتوس، حوليات 15.44).  تم التنازع على صحة هذا المقطع، ومن الممكن أن يكون تاسيتوس قد تلقى هذه المعلومات من مخبرين مسيحيين. يبدو أن يوسيفوس كذلك قد ذكر إعدام يسوع على يد بيلاطس بناءً على طلب من يهود بارزين (آثار اليهود 18.3.3). ومع ذلك، تم تغيير النص الأصلي إلى حد كبير بسبب الإضافات المسيحية في وقت لاحق، بحيث أصبح من المستحيل معرفة ما قاله يوسيفوس في الأصل. ناقش ألكساندر دماندت ندرة الإشارات خارج الكتاب المقدس لحادثة الصلب، مجادلا أن إعدام يسوع لم يُنظر إليه على أنه حدث مهم بشكل خاص من قبل الرومان، حيث تم صلب الكثير من الأشخاص الآخرين في ذلك الوقت ونسيانهم.
يجادل بوند بأن إلقاء القبض على يسوع قد تم بمعرفة بيلاطس السابقة ومشاركته، بناءً على وجود فوج روماني قوامه 500 شخص بين الجماعة التي اعتقلت يسوع في يوحنا 18.3. رفض ديماندت فكرة أن بيلاطس كان متورطا في ذلك. المفترض عمومًا، استنادًا إلى شهادة الأناجيل بالإجماع، أن الجريمة التي أتى بها يسوع إلى بيلاطس وأُعدم بسببها هي الفتنة، بناء على ادعائه بأنه ملك اليهود. بيلاطس كان بإمكانه أن يحكم على يسوع وفقا لـ "cognitio extra ordinem"، وهو شكل من أشكال المحاكمة لعقوبة الإعدام المستخدمة في المقاطعات الرومانية والمطبقة على المواطنين غير الرومان، والتي زودت الحاكم المحلي بمزيد من المرونة في التعامل مع القضية. تذكر جميع الأناجيل الأربعة أيضًا أن بيلاطس كان لديه عادة الإفراج عن أسير واحد على شرف عيد الفصح؛ هذا العرف غير مذكور في أي مصدر آخر خارج الأناجيل. يختلف المؤرخون حول ما إذا كانت مثل هذه العادة تشكل عنصرًا خياليًا في الأناجيل، أو تعكس واقعا تاريخيا، أو ربما تمثل عفوًا واحدًا حدث في سنة صلب يسوع.

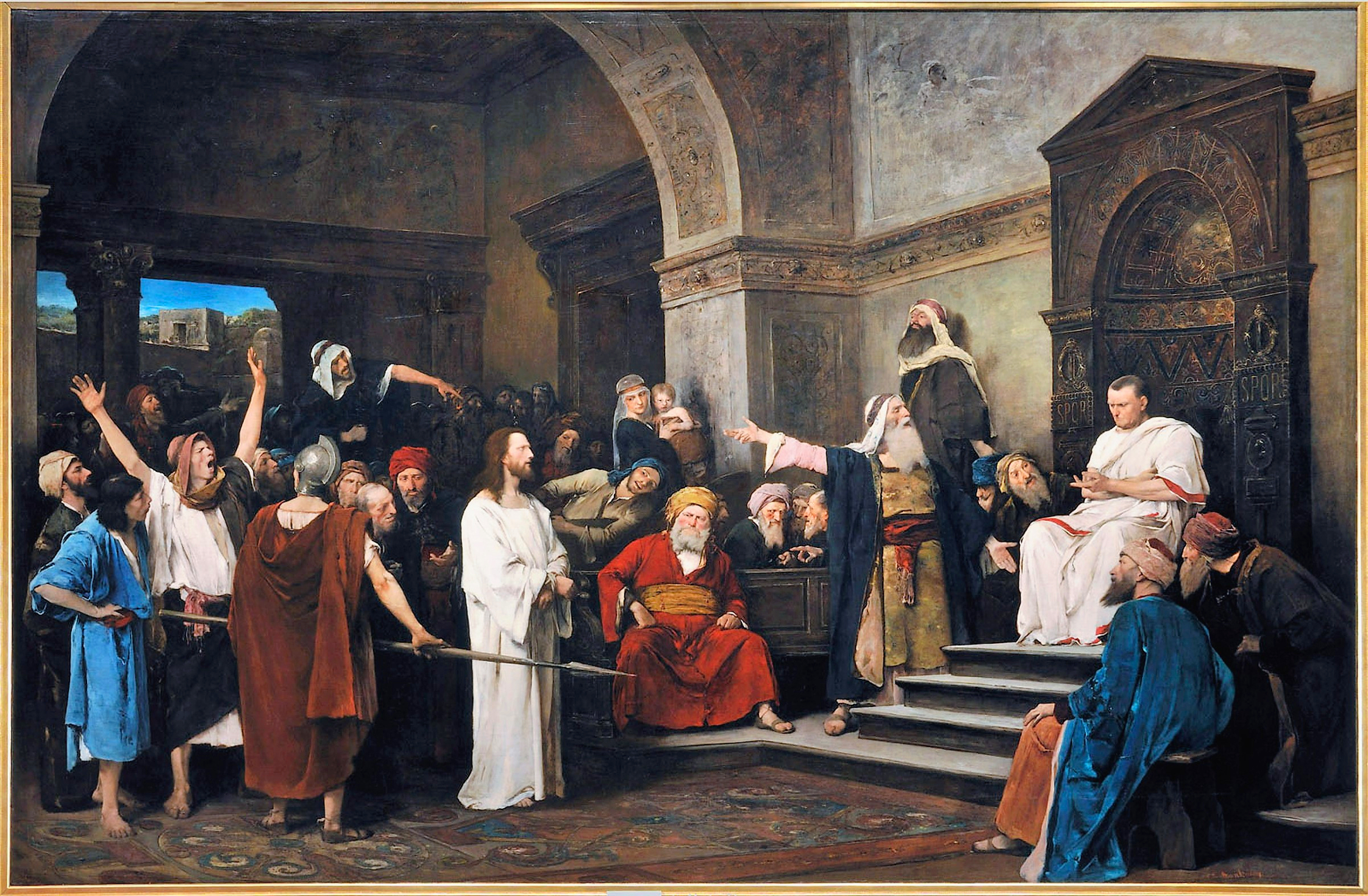
المسيح أمام بيلاطس، ميهالي مونكاسي، 1881

«يُفترض على نطاق واسع» أن تصوير الأناجيل لبيلاطس ينحرف كثيرًا عما ذكر في كتابات يوسيفوس وفيلون السكندري، حيث يتم تصوير بيلاطس على أنه متردد في إعدام يسوع ويتم الضغط عليه من قبل الجماهير والسلطات اليهودية. يلاحظ جون بي ماير أنه في كتابات يوسيفوس، وعلى النقيض من الأناجيل، «يقال إن بيلاطس وحده [...] يدين يسوع ويحكم عليه بالصلب». يعتقد بعض العلماء أن شهادة الإنجيل غير جديرة بالثقة تمامًا: جادل براندون أنه في الواقع، بدلاً من التردد حول إدانة يسوع، أعدم بيلاطس يسوع دون تردد باعتباره متمرّدا. أوضح بول وينتر التناقض بين بيلاطس في المصادر الأخرى وبين بيلاطس في الأناجيل، مبررا ذلك بأن المسيحيين أصبحوا أكثر شغفًا بتصوير بيلاطس كشاهد على براءة يسوع، مع ازدياد اضطهاد السلطات الرومانية للمسيحيين. ويقول بارت إيرمان إن الإنجيل الأول، مرقس، يُظهر أن اليهود وبيلاطس متفقون على إعدام يسوع (مرقس 15:15)، في حين أن الأناجيل اللاحقة تقلل تدريجيًا من ذنب بيلاطس، وبلغ ذلك ذروته في سماح بيلاطس لليهود بصلب يسوع في (يوحنا 18:16). ويربط إيرمان هذا التحول بزيادة «معاداة اليهودية». حاول آخرون شرح سلوك بيلاطس في الأناجيل بدافع تغير الظروف من تلك الظاهرة في كتابات يوسيفوس وفيلون، وعادة ما يفترضون وجود صلة بين حذر بيلاطس وموت سيانوس. ومع ذلك، جادل علماء آخرون، مثل براين ماكجينغ وبوند، بأنه لا يوجد تباين حقيقي بين سلوك بيلاطس في كتابات يوسيفوس وفيلون وسلوكه في الأناجيل. يجادل وارن كارتر بأن بيلاطس يتم تصويره على أنه ماهر، ويتلاعب بالحشد في أناجيل مرقس ومتى ويوحنا، ولم يجد يسوع بريئًا ويعدمه تحت ضغط إلا في لوقا.

## روابط خارجية
- بيلاطس البنطي على موقع الموسوعة البريطانية (الإنجليزية)